# Жорж Тьони
Жорж Емил Леонар Тьони (на френски: Georges Emile Léonard Theunis) е белгийски политик от Католическата партия. Той е министър-председател на Белгия през 1921-1925 и 1934-1935 година.

## Биография
Жорж Тьони е роден през 1873 година в Монтене, днес част от Сен Никола, близо до Лиеж. Получава военно и инженерно образование, след което работи за групата Емпен, като достига до поста председател на борда на ACEC. Включва се активно в Католическата партия и през Първата световна война оглавява Белгийската комисия за военни доставки. Участва в Парижката мирна конференция през 1919 година, след което е представител на Белгия в Репарационната комисия в Лондон.
От 1920 до 1925 година Тьони е министър на финансите, а от 16 декември 1921 година оглавява коалиционно правителство с Либералната партия, което остава на власт до 13 май 1925 година. През 1925 година е назначен за държавен министър, а през 1926-1927 година е председател на Международната икономическа конференция в Женева.
През 1926 година Жорж Тьони става член на новообразувания надзорен съвет на Белгийската националната банка, заедно с Емил Франки, и остава на този пост до началото на Втората световна война с две прекъсвания, по време на които участва в правителството. През 1932 година става министър на отбраната, а от 20 ноември 1934 година до 25 март 1935 година отново е министър-председател.
По време на Втората световна война Тьони напуска окупираната от Германия страна и известно време е специален пратеник в Съединените щати на правителството в изгнание на Юбер Пиерло. От 1941 година е управител на Белгийската национална банка, назначен от правителството в изгнание в Лондон. Тьони се оттегля от този пост след освобождаването на Белгия през 1944 година и завръщането си в страната.
Жорж Тьони умира през 1966 година в Брюксел.